# 1452
Portal Geschichte | Portal Biografien | Aktuelle Ereignisse | Jahreskalender | Tagesartikel

◄ |
14. Jahrhundert |
15. Jahrhundert
| 16. Jahrhundert | ►

◄ |
1420er |
1430er |
1440er |
1450er
| 1460er | 1470er | 1480er | ►

◄◄ |
◄ |
1448 |
1449 |
1450 |
1451 |
1452
| 1453 | 1454 | 1455 | 1456 | ► | ►►
Staatsoberhäupter  · Nekrolog
| Januar | Januar | Januar | Januar | Januar | Januar | Januar | Januar |
| Kw     | Mo     | Di     | Mi     | Do     | Fr     | Sa     | So     |
| ------ | ------ | ------ | ------ | ------ | ------ | ------ | ------ |
| 52     |        |        |        |        |        | 1      | 2      |
| 1      | 3      | 4      | 5      | 6      | 7      | 8      | 9      |
| 2      | 10     | 11     | 12     | 13     | 14     | 15     | 16     |
| 3      | 17     | 18     | 19     | 20     | 21     | 22     | 23     |
| 4      | 24     | 25     | 26     | 27     | 28     | 29     | 30     |
| 5      | 31     |        |        |        |        |        |        |

| Februar | Februar | Februar | Februar | Februar | Februar | Februar | Februar |
| Kw      | Mo      | Di      | Mi      | Do      | Fr      | Sa      | So      |
| ------- | ------- | ------- | ------- | ------- | ------- | ------- | ------- |
| 5       |         | 1       | 2       | 3       | 4       | 5       | 6       |
| 6       | 7       | 8       | 9       | 10      | 11      | 12      | 13      |
| 7       | 14      | 15      | 16      | 17      | 18      | 19      | 20      |
| 8       | 21      | 22      | 23      | 24      | 25      | 26      | 27      |
| 9       | 28      | 29      |         |         |         |         |         |

| März | März | März | März | März | März | März | März |
| Kw   | Mo   | Di   | Mi   | Do   | Fr   | Sa   | So   |
| ---- | ---- | ---- | ---- | ---- | ---- | ---- | ---- |
| 9    |      |      | 1    | 2    | 3    | 4    | 5    |
| 10   | 6    | 7    | 8    | 9    | 10   | 11   | 12   |
| 11   | 13   | 14   | 15   | 16   | 17   | 18   | 19   |
| 12   | 20   | 21   | 22   | 23   | 24   | 25   | 26   |
| 13   | 27   | 28   | 29   | 30   | 31   |      |      |

| April | April | April | April | April | April | April | April |
| Kw    | Mo    | Di    | Mi    | Do    | Fr    | Sa    | So    |
| ----- | ----- | ----- | ----- | ----- | ----- | ----- | ----- |
| 13    |       |       |       |       |       | 1     | 2     |
| 14    | 3     | 4     | 5     | 6     | 7     | 8     | 9     |
| 15    | 10    | 11    | 12    | 13    | 14    | 15    | 16    |
| 16    | 17    | 18    | 19    | 20    | 21    | 22    | 23    |
| 17    | 24    | 25    | 26    | 27    | 28    | 29    | 30    |

| Mai | Mai | Mai | Mai | Mai | Mai | Mai | Mai |
| Kw  | Mo  | Di  | Mi  | Do  | Fr  | Sa  | So  |
| --- | --- | --- | --- | --- | --- | --- | --- |
| 18  | 1   | 2   | 3   | 4   | 5   | 6   | 7   |
| 19  | 8   | 9   | 10  | 11  | 12  | 13  | 14  |
| 20  | 15  | 16  | 17  | 18  | 19  | 20  | 21  |
| 21  | 22  | 23  | 24  | 25  | 26  | 27  | 28  |
| 22  | 29  | 30  | 31  |     |     |     |     |

| Juni | Juni | Juni | Juni | Juni | Juni | Juni | Juni |
| Kw   | Mo   | Di   | Mi   | Do   | Fr   | Sa   | So   |
| ---- | ---- | ---- | ---- | ---- | ---- | ---- | ---- |
| 22   |      |      |      | 1    | 2    | 3    | 4    |
| 23   | 5    | 6    | 7    | 8    | 9    | 10   | 11   |
| 24   | 12   | 13   | 14   | 15   | 16   | 17   | 18   |
| 25   | 19   | 20   | 21   | 22   | 23   | 24   | 25   |
| 26   | 26   | 27   | 28   | 29   | 30   |      |      |

| Juli | Juli | Juli | Juli | Juli | Juli | Juli | Juli |
| Kw   | Mo   | Di   | Mi   | Do   | Fr   | Sa   | So   |
| ---- | ---- | ---- | ---- | ---- | ---- | ---- | ---- |
| 26   |      |      |      |      |      | 1    | 2    |
| 27   | 3    | 4    | 5    | 6    | 7    | 8    | 9    |
| 28   | 10   | 11   | 12   | 13   | 14   | 15   | 16   |
| 29   | 17   | 18   | 19   | 20   | 21   | 22   | 23   |
| 30   | 24   | 25   | 26   | 27   | 28   | 29   | 30   |
| 31   | 31   |      |      |      |      |      |      |

| August | August | August | August | August | August | August | August |
| Kw     | Mo     | Di     | Mi     | Do     | Fr     | Sa     | So     |
| ------ | ------ | ------ | ------ | ------ | ------ | ------ | ------ |
| 31     |        | 1      | 2      | 3      | 4      | 5      | 6      |
| 32     | 7      | 8      | 9      | 10     | 11     | 12     | 13     |
| 33     | 14     | 15     | 16     | 17     | 18     | 19     | 20     |
| 34     | 21     | 22     | 23     | 24     | 25     | 26     | 27     |
| 35     | 28     | 29     | 30     | 31     |        |        |        |

| September | September | September | September | September | September | September | September |
| Kw        | Mo        | Di        | Mi        | Do        | Fr        | Sa        | So        |
| --------- | --------- | --------- | --------- | --------- | --------- | --------- | --------- |
| 35        |           |           |           |           | 1         | 2         | 3         |
| 36        | 4         | 5         | 6         | 7         | 8         | 9         | 10        |
| 37        | 11        | 12        | 13        | 14        | 15        | 16        | 17        |
| 38        | 18        | 19        | 20        | 21        | 22        | 23        | 24        |
| 39        | 25        | 26        | 27        | 28        | 29        | 30        |           |

| Oktober | Oktober | Oktober | Oktober | Oktober | Oktober | Oktober | Oktober |
| Kw      | Mo      | Di      | Mi      | Do      | Fr      | Sa      | So      |
| ------- | ------- | ------- | ------- | ------- | ------- | ------- | ------- |
| 39      |         |         |         |         |         |         | 1       |
| 40      | 2       | 3       | 4       | 5       | 6       | 7       | 8       |
| 41      | 9       | 10      | 11      | 12      | 13      | 14      | 15      |
| 42      | 16      | 17      | 18      | 19      | 20      | 21      | 22      |
| 43      | 23      | 24      | 25      | 26      | 27      | 28      | 29      |
| 44      | 30      | 31      |         |         |         |         |         |

| November | November | November | November | November | November | November | November |
| Kw       | Mo       | Di       | Mi       | Do       | Fr       | Sa       | So       |
| -------- | -------- | -------- | -------- | -------- | -------- | -------- | -------- |
| 44       |          |          | 1        | 2        | 3        | 4        | 5        |
| 45       | 6        | 7        | 8        | 9        | 10       | 11       | 12       |
| 46       | 13       | 14       | 15       | 16       | 17       | 18       | 19       |
| 47       | 20       | 21       | 22       | 23       | 24       | 25       | 26       |
| 48       | 27       | 28       | 29       | 30       |          |          |          |

| Dezember | Dezember | Dezember | Dezember | Dezember | Dezember | Dezember | Dezember |
| Kw       | Mo       | Di       | Mi       | Do       | Fr       | Sa       | So       |
| -------- | -------- | -------- | -------- | -------- | -------- | -------- | -------- |
| 48       |          |          |          |          | 1        | 2        | 3        |
| 49       | 4        | 5        | 6        | 7        | 8        | 9        | 10       |
| 50       | 11       | 12       | 13       | 14       | 15       | 16       | 17       |
| 51       | 18       | 19       | 20       | 21       | 22       | 23       | 24       |
| 52       | 25       | 26       | 27       | 28       | 29       | 30       | 31       |

| Januar | Januar | Januar | Januar | Januar | Januar | Januar | Januar |
| Kw     | Mo     | Di     | Mi     | Do     | Fr     | Sa     | So     |
| ------ | ------ | ------ | ------ | ------ | ------ | ------ | ------ |
| 52     |        |        |        |        |        | 1      | 2      |
| 1      | 3      | 4      | 5      | 6      | 7      | 8      | 9      |
| 2      | 10     | 11     | 12     | 13     | 14     | 15     | 16     |
| 3      | 17     | 18     | 19     | 20     | 21     | 22     | 23     |
| 4      | 24     | 25     | 26     | 27     | 28     | 29     | 30     |
| 5      | 31     |        |        |        |        |        |        |

| Februar | Februar | Februar | Februar | Februar | Februar | Februar | Februar |
| Kw      | Mo      | Di      | Mi      | Do      | Fr      | Sa      | So      |
| ------- | ------- | ------- | ------- | ------- | ------- | ------- | ------- |
| 5       |         | 1       | 2       | 3       | 4       | 5       | 6       |
| 6       | 7       | 8       | 9       | 10      | 11      | 12      | 13      |
| 7       | 14      | 15      | 16      | 17      | 18      | 19      | 20      |
| 8       | 21      | 22      | 23      | 24      | 25      | 26      | 27      |
| 9       | 28      | 29      |         |         |         |         |         |

| März | März | März | März | März | März | März | März |
| Kw   | Mo   | Di   | Mi   | Do   | Fr   | Sa   | So   |
| ---- | ---- | ---- | ---- | ---- | ---- | ---- | ---- |
| 9    |      |      | 1    | 2    | 3    | 4    | 5    |
| 10   | 6    | 7    | 8    | 9    | 10   | 11   | 12   |
| 11   | 13   | 14   | 15   | 16   | 17   | 18   | 19   |
| 12   | 20   | 21   | 22   | 23   | 24   | 25   | 26   |
| 13   | 27   | 28   | 29   | 30   | 31   |      |      |

| April | April | April | April | April | April | April | April |
| Kw    | Mo    | Di    | Mi    | Do    | Fr    | Sa    | So    |
| ----- | ----- | ----- | ----- | ----- | ----- | ----- | ----- |
| 13    |       |       |       |       |       | 1     | 2     |
| 14    | 3     | 4     | 5     | 6     | 7     | 8     | 9     |
| 15    | 10    | 11    | 12    | 13    | 14    | 15    | 16    |
| 16    | 17    | 18    | 19    | 20    | 21    | 22    | 23    |
| 17    | 24    | 25    | 26    | 27    | 28    | 29    | 30    |

| Mai | Mai | Mai | Mai | Mai | Mai | Mai | Mai |
| Kw  | Mo  | Di  | Mi  | Do  | Fr  | Sa  | So  |
| --- | --- | --- | --- | --- | --- | --- | --- |
| 18  | 1   | 2   | 3   | 4   | 5   | 6   | 7   |
| 19  | 8   | 9   | 10  | 11  | 12  | 13  | 14  |
| 20  | 15  | 16  | 17  | 18  | 19  | 20  | 21  |
| 21  | 22  | 23  | 24  | 25  | 26  | 27  | 28  |
| 22  | 29  | 30  | 31  |     |     |     |     |

| Juni | Juni | Juni | Juni | Juni | Juni | Juni | Juni |
| Kw   | Mo   | Di   | Mi   | Do   | Fr   | Sa   | So   |
| ---- | ---- | ---- | ---- | ---- | ---- | ---- | ---- |
| 22   |      |      |      | 1    | 2    | 3    | 4    |
| 23   | 5    | 6    | 7    | 8    | 9    | 10   | 11   |
| 24   | 12   | 13   | 14   | 15   | 16   | 17   | 18   |
| 25   | 19   | 20   | 21   | 22   | 23   | 24   | 25   |
| 26   | 26   | 27   | 28   | 29   | 30   |      |      |

| Juli | Juli | Juli | Juli | Juli | Juli | Juli | Juli |
| Kw   | Mo   | Di   | Mi   | Do   | Fr   | Sa   | So   |
| ---- | ---- | ---- | ---- | ---- | ---- | ---- | ---- |
| 26   |      |      |      |      |      | 1    | 2    |
| 27   | 3    | 4    | 5    | 6    | 7    | 8    | 9    |
| 28   | 10   | 11   | 12   | 13   | 14   | 15   | 16   |
| 29   | 17   | 18   | 19   | 20   | 21   | 22   | 23   |
| 30   | 24   | 25   | 26   | 27   | 28   | 29   | 30   |
| 31   | 31   |      |      |      |      |      |      |

| August | August | August | August | August | August | August | August |
| Kw     | Mo     | Di     | Mi     | Do     | Fr     | Sa     | So     |
| ------ | ------ | ------ | ------ | ------ | ------ | ------ | ------ |
| 31     |        | 1      | 2      | 3      | 4      | 5      | 6      |
| 32     | 7      | 8      | 9      | 10     | 11     | 12     | 13     |
| 33     | 14     | 15     | 16     | 17     | 18     | 19     | 20     |
| 34     | 21     | 22     | 23     | 24     | 25     | 26     | 27     |
| 35     | 28     | 29     | 30     | 31     |        |        |        |

| September | September | September | September | September | September | September | September |
| Kw        | Mo        | Di        | Mi        | Do        | Fr        | Sa        | So        |
| --------- | --------- | --------- | --------- | --------- | --------- | --------- | --------- |
| 35        |           |           |           |           | 1         | 2         | 3         |
| 36        | 4         | 5         | 6         | 7         | 8         | 9         | 10        |
| 37        | 11        | 12        | 13        | 14        | 15        | 16        | 17        |
| 38        | 18        | 19        | 20        | 21        | 22        | 23        | 24        |
| 39        | 25        | 26        | 27        | 28        | 29        | 30        |           |

| Oktober | Oktober | Oktober | Oktober | Oktober | Oktober | Oktober | Oktober |
| Kw      | Mo      | Di      | Mi      | Do      | Fr      | Sa      | So      |
| ------- | ------- | ------- | ------- | ------- | ------- | ------- | ------- |
| 39      |         |         |         |         |         |         | 1       |
| 40      | 2       | 3       | 4       | 5       | 6       | 7       | 8       |
| 41      | 9       | 10      | 11      | 12      | 13      | 14      | 15      |
| 42      | 16      | 17      | 18      | 19      | 20      | 21      | 22      |
| 43      | 23      | 24      | 25      | 26      | 27      | 28      | 29      |
| 44      | 30      | 31      |         |         |         |         |         |

| November | November | November | November | November | November | November | November |
| Kw       | Mo       | Di       | Mi       | Do       | Fr       | Sa       | So       |
| -------- | -------- | -------- | -------- | -------- | -------- | -------- | -------- |
| 44       |          |          | 1        | 2        | 3        | 4        | 5        |
| 45       | 6        | 7        | 8        | 9        | 10       | 11       | 12       |
| 46       | 13       | 14       | 15       | 16       | 17       | 18       | 19       |
| 47       | 20       | 21       | 22       | 23       | 24       | 25       | 26       |
| 48       | 27       | 28       | 29       | 30       |          |          |          |

| Dezember | Dezember | Dezember | Dezember | Dezember | Dezember | Dezember | Dezember |
| Kw       | Mo       | Di       | Mi       | Do       | Fr       | Sa       | So       |
| -------- | -------- | -------- | -------- | -------- | -------- | -------- | -------- |
| 48       |          |          |          |          | 1        | 2        | 3        |
| 49       | 4        | 5        | 6        | 7        | 8        | 9        | 10       |
| 50       | 11       | 12       | 13       | 14       | 15       | 16       | 17       |
| 51       | 18       | 19       | 20       | 21       | 22       | 23       | 24       |
| 52       | 25       | 26       | 27       | 28       | 29       | 30       | 31       |

## Ereignisse

### Politik und Weltgeschehen

#### Heiliges Römisches Reich

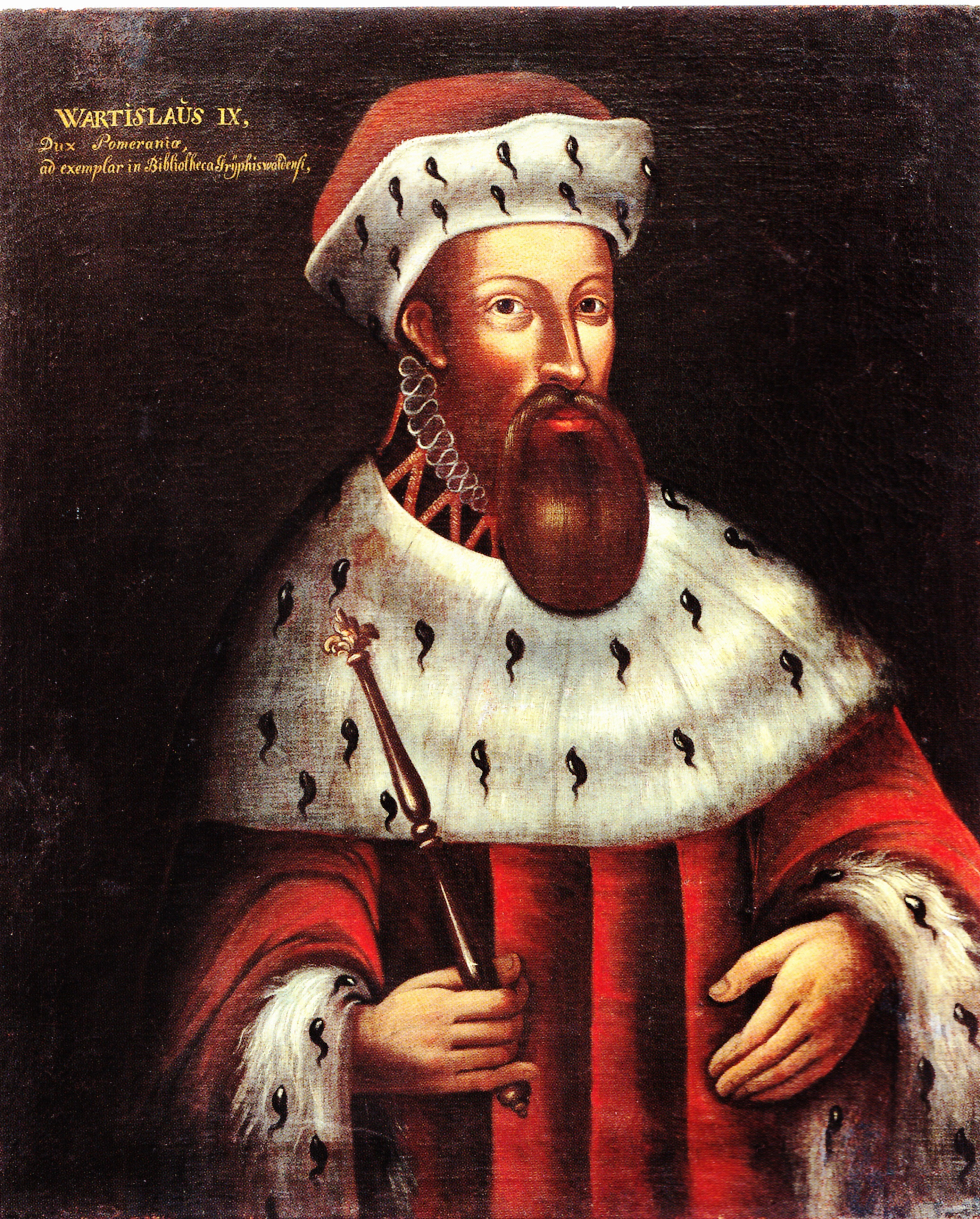
Wartislaw IX.

- 2. Januar: Herzog Wartislaw IX. von Pommern-Wolgast gesteht den Städten Stralsund, Greifswald, Demmin und Anklam im Goldenen Privileg bestimmte Rechte zu. Dazu zählen das Recht, untereinander Bündnisse zu schließen, die freie Gerichtsbarkeit der Städte gegenüber Straftaten zum Schaden der Städte auf öffentlichen Land- und Wasserstraßen, sicheres Geleit für die Stadtbürger innerhalb des Landes auch in Kriegszeiten, Freiheit von Zöllen und Abgaben innerhalb des Landes, Ausschluss der Gerichtsbarkeit des Herzogs gegenüber den Stadtbürgern, die Bestätigung des Schutzes für Eigentum, Leib und Leben der Einwohner, das Recht auf beliebigen Landerwerb durch die Städte, das Einschreiten des Herzogs gegen eigene Bedienstete bei Machtmissbrauch gegenüber den Städten und die Garantie der Privilegien auch bei Übertretungen, Versäumnissen oder anderen Verweigerungen gegenüber dem Landesherren.
- 19. März: Friedrich III. wird als letzter Kaiser des Heiligen Römischen Reichs in Rom gekrönt. Die Krönung erfolgt durch Papst Nikolaus V.
- 18. Mai: Modena und Reggio werden von Kaiser Friedrich III. zugunsten Borso d’Este als Herzogtum konstituiert.
- Das Haus Habsburg muss den Rest der Grafschaft Kyburg, den es erst 1442 im Toggenburger Erbschaftskrieg erworben hat, wieder an die Stadt Zürich verkaufen. Ausgenommen von dem Handel ist die bis dahin zur Grafschaft gehörende Stadt Winterthur. Der Stadtstaat Zürich gliedert die Grafschaft integral in seinen Herrschaftsbereich ein und lässt sie durch einen Landvogt regieren, der auf dem Schloss Kyburg residiert.

#### Osmanisches Reich

Das östliche Mittelmeer um 1450

- 15. April bis 31. August: Das Osmanische Reich errichtet vor Konstantinopel die Festung Rumeli Hisarı.
- Zur Vorbereitung seiner Offensive gegen Konstantinopel schließt Mehmed II., der siebte Sultan des Osmanischen Reiches, Friedensverträge mit Ungarn und Venedig ab.

#### Weitere Ereignisse in Europa
- Friedliche Lösung von Blackheath zwischen den Häusern Lancaster und York in England.
- Lose Verhandlungen zwischen der Kulmer Ritterschaft sowie den Städten Kulm (Chełmno) und Thorn (Toruń) mit dem König von Polen, Kasimir IV. Jagiello, während des Dreizehnjährigen Krieges

#### Portugiesische Entdeckungsreisen
- 18. Juni: In der Päpstlichen Bulle Dum diversas gestattet Papst Nikolaus V. dem portugiesischen König Alfons V. das Erobern von Ländern der Ungläubigen in Westafrika. Der Papst duldet das Versklaven von dunkelhäutigen Menschen.
- Der portugiesische Seefahrer Diogo de Teive entdeckt die zu den Azoren gehörenden Inseln Flores und Corvo.

#### Asien
- 1. Juni: Durch den frühen Tod seines Vaters Munjong wird der knapp zwölfjährige Danjong König der Joseon-Dynastie in Korea. Er sieht sich mit den Ambitionen seines Onkels Suyang auf den Thron konfrontiert.
- Dschahan Schah, Oberhaupt der turkmenischen Stammesföderation des Reiches der Schwarzen Hammel schüttelt die Oberhoheit der Timuriden endgültig ab und erobert weite Teile des Iran.

#### Stadtrechte und urkundliche Ersterwähnungen
- Muskau in der Oberlausitz erhält das Stadtrecht.

### Wirtschaft
- Die Schapfenmühle in Jungingen bei Ulm wird erstmals urkundlich erwähnt.
- Der Bau des Alster-Beste-Kanals wird (vorläufig) eingestellt.
- Auf Madeira wird unter capitão João Gonçalves Zarco die erste Wassermühle zur Zuckerrohrverarbeitung errichtet, nahezu zur selben Zeit werden die ersten Bewässerungskanäle (Levadas) angelegt.

### Kultur, Religion und Gesellschaft

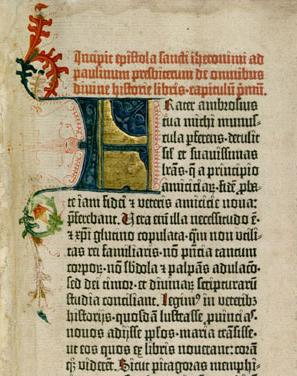
Die Gutenberg-Bibel der Library of Congress

- Die Gutenberg-Bibel entsteht zwischen 1452 und 1454 in Mainz.
- In Cesena wird die Biblioteca Malatestiana begründet.
- Einweihung des großen Armensaals des Hôtel-Dieu de Beaune.
- In Nürnberg werden massenhaft Spiele verbrannt. Der Bußprediger Johannes Capistranus hält sie für schädlich.
- In Regensburg wird die erste Hebammenverordnung erlassen.
- Die Instrumentalmusik wird mit Conrad Paumanns Fundamentum organisandi eingeleitet.
- Bau der Burg Corvinestilor (Castelul de Hunedoara) in Hunedoara.

### Katastrophen
- 1452/53: Der Ausbruch des Vulkans Kuwae im Pazifik hat in den folgenden Jahren weltweit Auswirkungen auf das Klima.

## Geboren

### Geburtsdatum gesichert

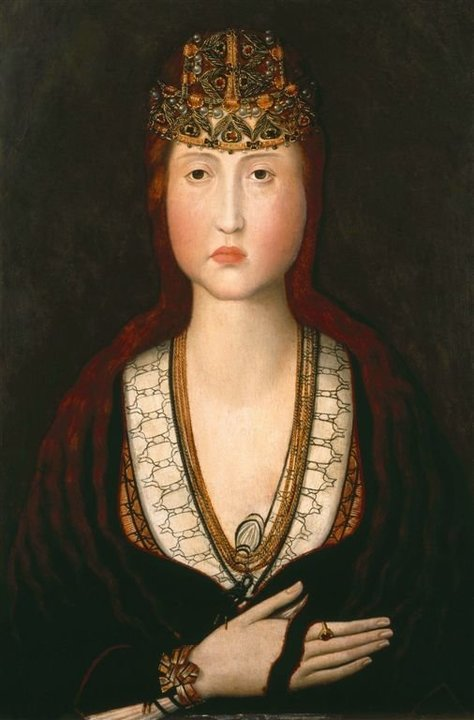
Johanna von Portugal

- 06. Februar: Johanna von Portugal, portugiesische Prinzessin aus dem Hause Avis († 1490)
- 10. März: Ferdinand II., König von Aragonien und als Ferdinand V. König der vereinigten spanischen Monarchie († 1516)
- 15. April: Leonardo da Vinci, italienischer Universalgelehrter; Maler, Bildhauer, Architekt, Anatom, Mechaniker, Ingenieur und Naturphilosoph († 1519)
- 19. April: Friedrich I., König von Neapel († 1504)
- 18. Mai: Heinrich der Jüngere, Herzog von Münsterberg, Graf von Glatz sowie böhmischer Diplomat und Schriftsteller († 1492)
- 03. August: Ludovico Sforza, Herzog von Mailand aus der Familie Sforza († 1508)
- 21. September: Girolamo Savonarola, italienischer Mönch und Politiker († 1498)
- 02. Oktober: Richard III., letzter englischer König der Plantagenet-Dynastie († 1485)
- 06. November: Jean II. de Rohan, bretonischer Adliger († 1516)
- 10. Dezember: Johannes Stöffler, deutscher Mathematiker, Astronom, Astrologe, Pfarrer und Professor († 1531)

### Genaues Geburtsdatum unbekannt
- Attavante degli Attavanti, italienischer Maler († 1525)
- Prospero Colonna, italienischer Condottiere im Dienste des Kirchenstaates und des Heiligen Römischen Reiches Deutscher Nation während der Italienkriege († 1523)
- Ludwig von Diesbach, Schweizer Staatsmann († 1527)
- Kraft VI. von Hohenlohe-Waldenburg-Neuenstein, Domherr in Mainz und Speyer († 1503)

### Geboren um 1452
- Pandolfo Petrucci, Herrscher Sienas († 1512)

## Gestorben

### Todesdatum gesichert
- 10. Februar: Švitrigaila, Großfürst von Litauen (* um 1370)
- 14. Februar: Konrad VII., Herzog von Oels, Cosel, Steinau und halb Beuthen (* um 1396)
- 21. Februar: William Douglas, 8. Earl of Douglas, schottischer Adeliger und Guardian of Scotland (* um 1425)
- 03. März: Friedrich IV. Truchsess von Emmerberg, Fürsterzbischof von Salzburg
- 03. März: Pietro Geremia, italienischer Dominikaner und Diplomat (* 1399)
- 17. März: Friedrich Gren, Bischof von Seckau (* vor 1399)
- 20. April: Reinhard III., Graf von Hanau (* 1412)
- 06. Mai: Bicci di Lorenzo, Florentiner Maler (* 1368 oder 1373)
- 28. Mai: Heinrich X., Herzog von Haynau (* nach 1425)
- 01. Juni: Munjong, 5. König der Joseon-Dynastie in Korea (* 1414)
- 26. Juni: Georgios Gemistos Plethon, griechischer Philosoph (* 1355/1360)
- 07. Juli: Eleanor Cobham, englische Hofdame, Opfer der Hexenverfolgung (* um 1400)
- 25. Juli: Robert Willoughby, 6. Baron Willoughby de Eresby, englischer Militär (* um 1385)
- 15. August: Wilhelm von Troppau, Herzog von Troppau und Münsterberg (* um 1410)
- 21. September: Magnus von Sachsen-Lauenburg, Bischof von Cammin und Hildesheim (* 1390)
- 27. September: Isabel de Mowbray, englische Adelige (* nach 1400)
- 08. Oktober: Boleslaus II., Herzog von Teschen (* um 1425)
- 01. November: Hilger de Burgis, Weihbischof in Köln und Lüttich
- 02. Dezember: Johannes III. Grünwalder, Fürstbischof von Freising (* 1392)

### Genaues Todesdatum unbekannt
- Jean Gérard de Poitiers, Erzbischof von Vienne (* um 1368)
- Li Changqi, chinesischer Schriftsteller der Ming-Dynastie (* 1376)
- Jens Jakobsson, Bischof von Oslo und norwegischer Reichskanzler (* um 1380)
- Gisbert Schairt, niederrheinischer Baumeister der Spätgotik (* um 1380)